# Aphrodite Terra
Pour les articles homonymes, voir Aphrodite (homonymie).
Aphrodite Terra est l'une des deux principales hautes terres de la planète Vénus, longeant l'équateur par le sud sur une quinzaine de milliers de kilomètres avec une altitude moyenne de 3 000 m, l'autre « continent » vénusien étant Ishtar Terra, près du pôle nord.

## Géographie
La géographie d'Aphrodite Terra s'organise en trois régions principales auxquelles on ajoute souvent une quatrième qui lui est géologiquement liée mais n'en fait pas partie dans la nomenclature de l'UAI :
- Ovda Regio qui s'étend à l'ouest sur plus de 5 000 km, présentant les terrains les plus élevés, avec quelques fragments de plateaux noyés dans une dominante de tesserae ;
- Thetis Regio à l'est, longue de près de 3 000 km et très semblable à la précédente ;
- Artemis Corona au sud-est, au relief moins élevé mais extrêmement complexe, organisé autour de la plus vaste corona de Vénus, large de 2 600 km, avec de nombreuses vallées enchevêtrées s'étendant à l'est autour notamment de Diana Chasma et Dali Chasma sur plus de 2 000 km ;
- Atla Regio à l'est nord-est, au-delà de Rusalka Planitia, formant la « queue de scorpion » d'Aphrodite Terra — bien qu'elle n'en fasse pas partie — en prolongeant ce continent à travers une région de coronae semblable aux reliefs d'Artemis pour aboutir à une région volcanique où se trouvent notamment Maat Mons, le plus grand volcan vénusien, ainsi qu'Ozza Mons et Sapas Mons.

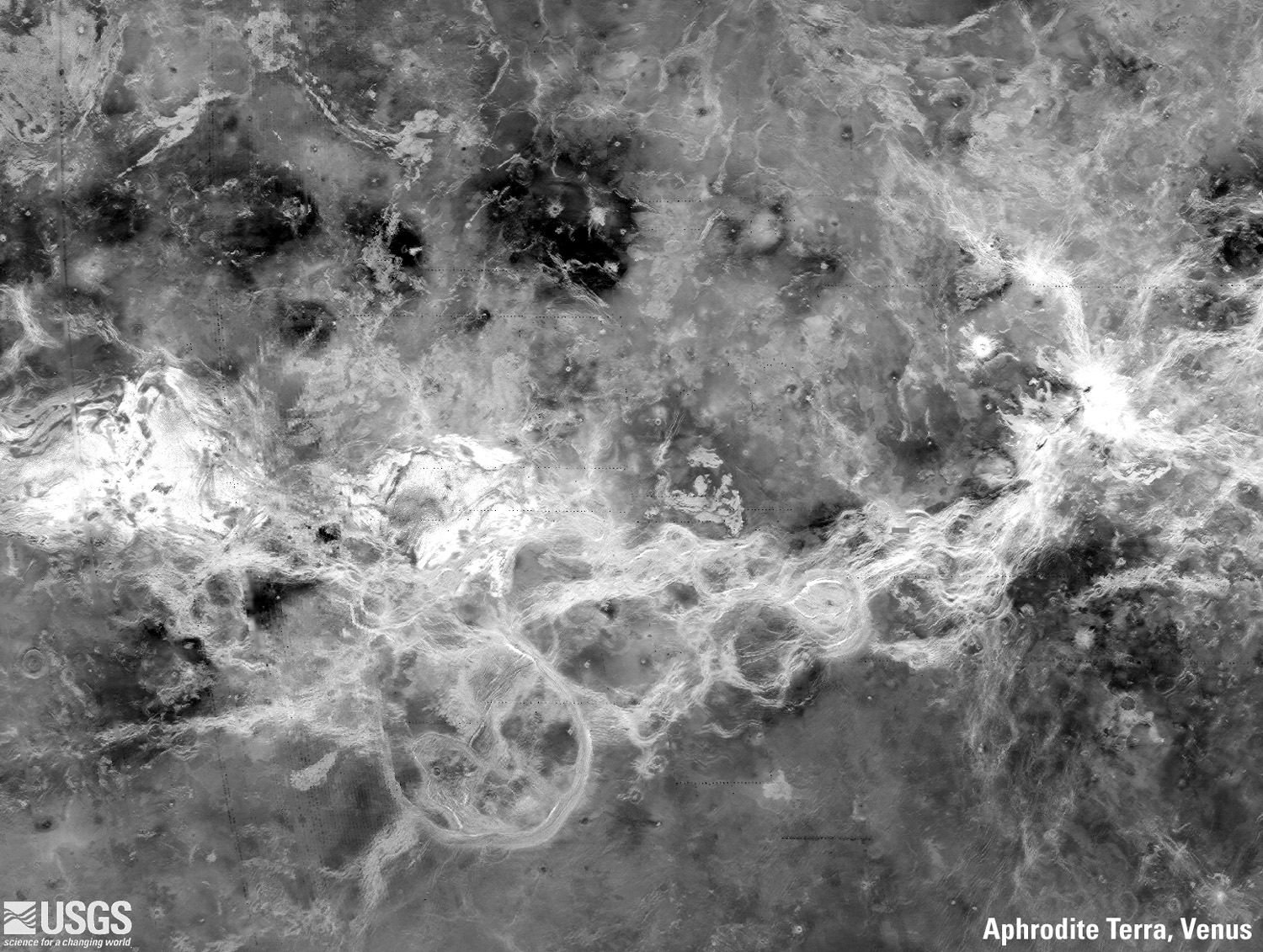
Image radar d'Aphrodite Terra avec Atla Regio soulignant la complexité topographique du domaine de coronae oriental.

## Géologie
Si les hautes terres de l'ouest du continent apparaissent constituées de terrains anciens plissés et fracturés formant des tesserae, les régions plus basses formant les extrémités occidentale et orientale du continent sont en revanche bien plus complexes, avec, à l'ouest, une succession d'événements géologiques mêlant coulées de lave et orogenèse parmi les tesserae plus élevées, et, à l'est, un enchevêtrement de coronae, témoignant d'une tectonique verticale résultant de diapirs magmatiques plutôt que d'une tectonique horizontale d'expansion ou de compression crustale. Une étude plus ciblée sur les coronae de la région de Diana Chasma et Dali Chasma souligne le fait que ces structures ont accompagné la formation du réseau de fractures qui sillonne toute la zone, certaines d'entre elles ayant commencé à se former avec la fracturation de l'écorce mais aucune n'ayant continué à évoluer une fois disparue l'expansion crustale à l'origine de ces fractures.